# Festung Fürigen

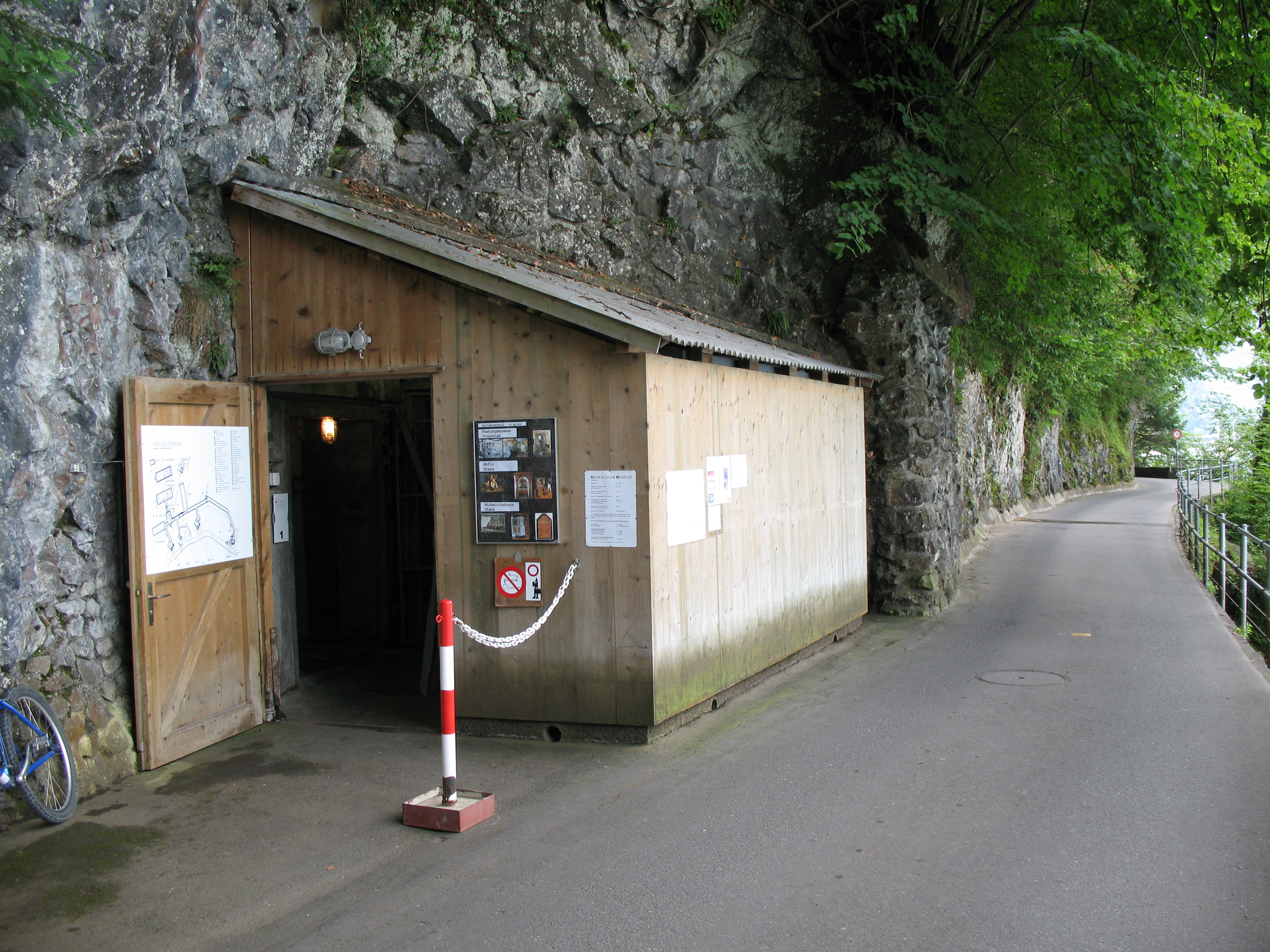
Festungseingang

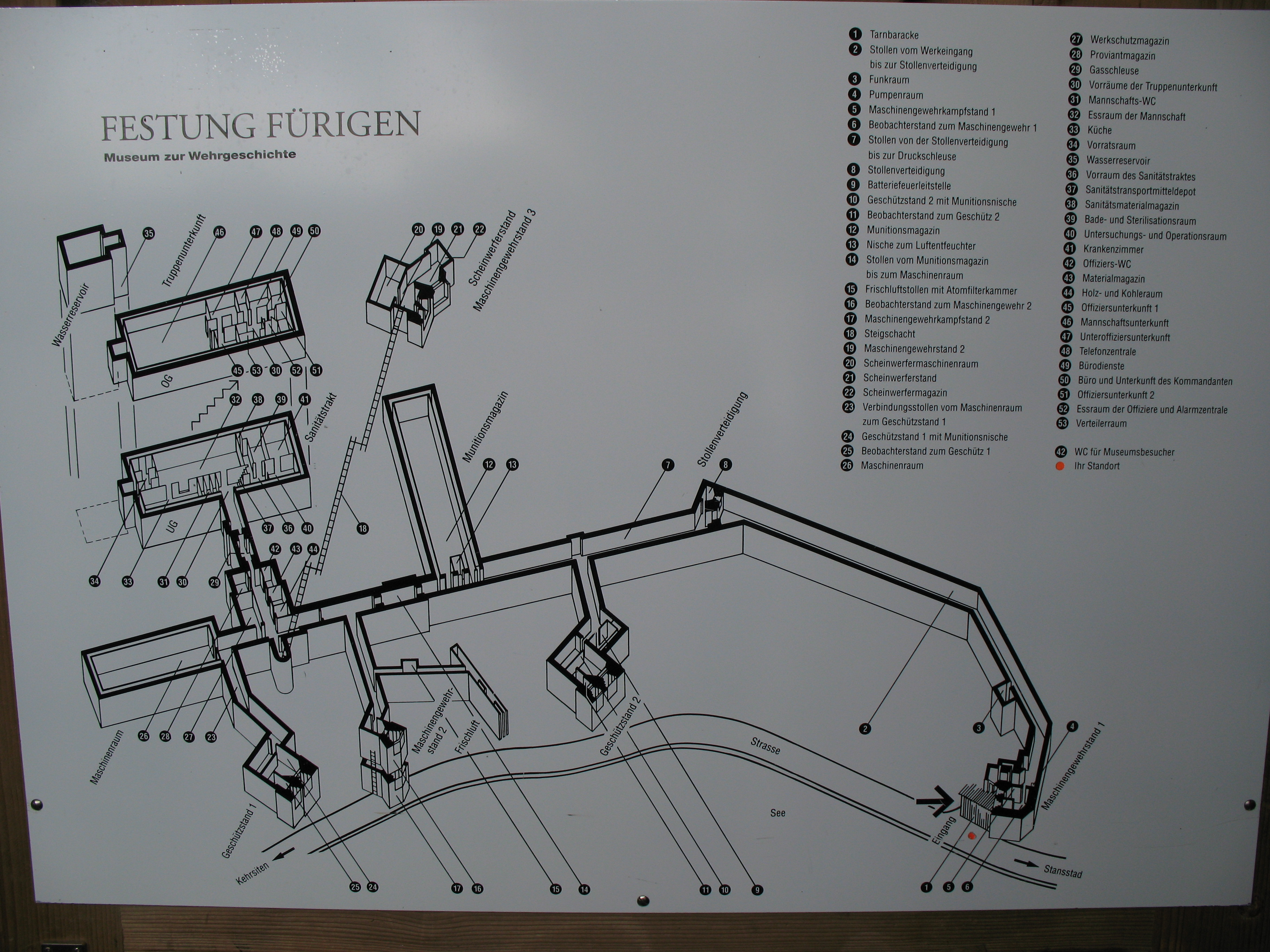
Plan der Festung

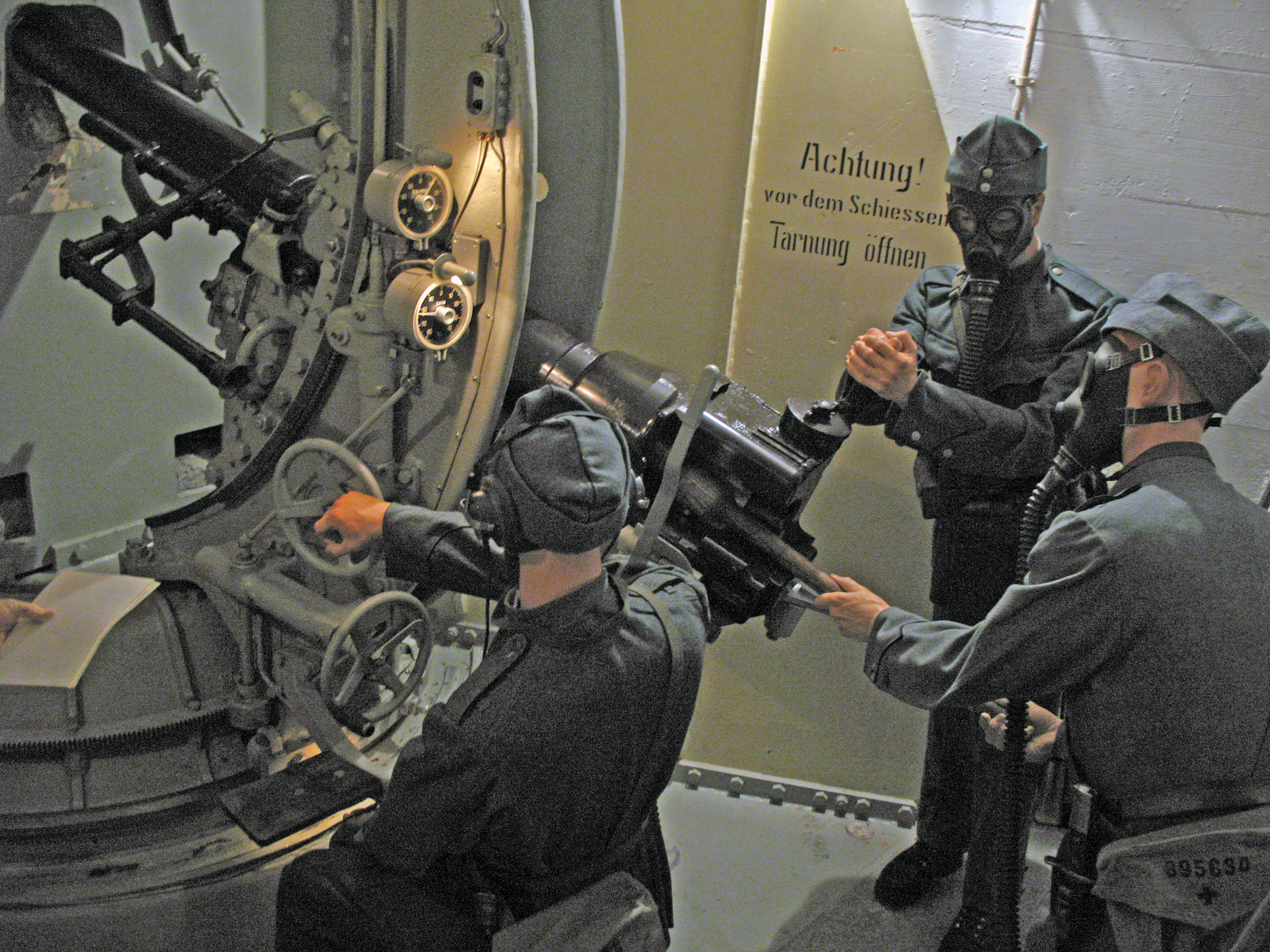
Geschützstand 1

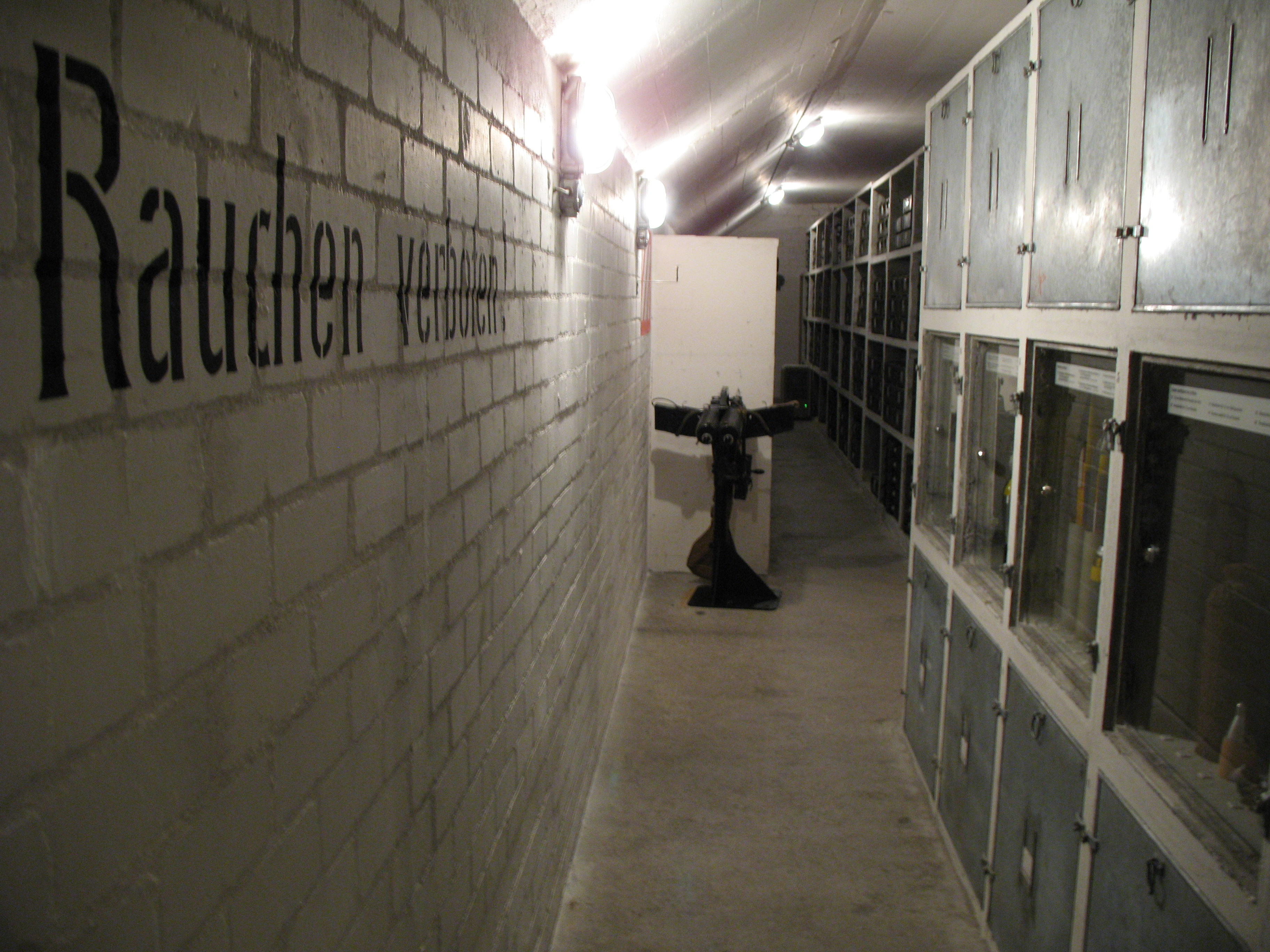
Munitionsmagazin

Die Festung Fürigen (auch Artilleriewerk Fürigen, Armeebezeichnung A 2255) wurde als Felswerk erstellt und war Teil des Schweizer-Reduit-Verteidigungsdispositivs im Zweiten Weltkrieg. Das 1942 erbaute Werk wurde 1987 von der Armee aufgegeben und 1991 als eines der ersten moderneren Festungsmuseen der Schweiz eröffnet.

## Lage
Das Werk befindet sich auf 436 m ü. M. am Westfuss des Bürgenstocks im Ortsteil Fürigen der Gemeinde Stansstad im Kanton Nidwalden. Es liegt an der Strasse von Stansstad nach Kehrsiten am Ufer des Vierwaldstättersees.

## Geschichte
Der Rohbau erfolgte vom Februar 1941  bis Juli 1941 aufgrund von Plänen des Büros für Befestigungsbauten (BBB) des Eidgenössischen Militärdepartements (EMD). Die Baufirma Murer in Beckenried hatte den Auftrag, als Hauptstück einen zweihundert Meter langen Stollen in den Bürgenstock zu treiben. Gemäss Bauvertrag hatte sie für diese Arbeiten entlassene Wehrmänner in angemessenem Verhältnis zu beschäftigen und bei Neueinstellungen in erster Linie arbeitslose Wehrmänner zu berücksichtigen. Ende Juli 1942 wurde die Anlage fertiggestellt. Die technische Abnahme und Übergabe an die Truppe erfolgte im Oktober 1942.
1987 wurde die Festung von der Armee aufgegeben. Sie ist heute einer von drei Ausstellungsorten des Nidwaldner Museums. Räume und Einrichtungen stammen weitgehend aus der Erbauungszeit.

## Auftrag und Werk
Die Festung hatte die Engnisse von Stansstad (von Hergiswil bis zur Archereggbrücke in Stansstad) und am Übergang Renggpass (Loppergrat) zu sperren. Dabei wurde sie von anderen Festungen in der Region unterstützt:
- im Nordosten: die Untere und Obere Nase, Vitznau, Stock und Spitz
- im Süden: Kilchlidossen, Festung Mueterschwanderberg (Blattiberg, Drachenfluh, Zingel), Ursprung und Festung Wissiflue.
- im Westen: der Kleine Durren.

Das Werk besteht aus zwei Kampfständen, Munitionsmagazin, Küche, Spital, Büros und Schlafräumen. Zur Nahverteidigung dienten Maschinengewehrstellungen und Hindernisse aus Stacheldraht. Als Kriegsreserve verfügte die Festung Fürigen über Lebensmittel für dreissig Tage. Die Wasserzufuhr wurde durch eine Seewasserpumpe gewährleistet. Die rund 80 Soldaten teilten sich die 52 Liegestellen im Rotationsprinzip, dazu kamen elf Liegestellen für Unteroffiziere. Die Offiziersunterkunft  bestand aus Büro/Unterkunft  für den Kommandanten und dem Schlafraum für zwei Offiziere.

## Bewaffnung und Mannschaftsbestand
Die Bewaffnung umfasste zwei 7,5 cm Befestigungskanonen Modell BK 39 und drei Festungsmaschinengewehre Mg 11 (später durch das luftgekühlte Mg 51 ersetzt) und einen Weisslichtscheinwerfer, der später durch einen Infrarot-Scheinwerfer ersetzt wurde. Die beiden Kanonen wurden 1939 entwickelt und besassen eine Schussdistanz von 10,5 km (Stahlgranaten) bis 12 km (Spitzgranaten) und waren nach Stansstad und Hergiswil ausgerichtet. Die Geschütze konnten  zehn bis fünfzehn Schuss pro Minute abgeben.
Die Aussenverteidigung bestand aus drei fest installierten Festungsmaschinengewehren, die auf die Schiessscharten und den Festungseingang gerichtet waren, durch eine Anzahl mobiler Waffen sowie durch zwei „Permanente Sprengobjekte“ in der Kehrsitenstrasse, die versteckt unter der Strasse eingebauten Sprengladungen konnten bei Bedarf gezündet werden, um den Zugang zur Festung unpassierbar zu machen.
Im Aktivdienst wurde die Besatzung durch die 4. Division gestellt. Für die Bedienung der Festungskanonen benötigte man sieben bis acht Wehrmänner, einen Geschützchef (um die Befehle des Schiesskommandanten oder der Batteriefeuerleitstelle weiterzuleiten), einen Richter (um die Kanone gegen das Ziel zu richten), einen Innenbeobachter (der den Richter unterstützte), einen Lader (der die Kanone mit Munition lud), einen Verschlusswart (der Verschluss und Abzug bediente) und bis zu drei Munitionszuträgern.

## Sperrstelle Stansstad
Die Sperrstelle Stansstad wurde auf der Achse Luzern–Brünig/Gotthard in den Engpass Stansstad gebaut. Sie umfasst rund zwei Dutzend Objekte. An der möglichen Einfallsachse Lopper wurde ein Infanteriewerk und die Artilleriewerke Fürigen und Kilchlidossen erstellt. Diese wurden mit zwei rückwärtigen Infanteriewerken, einer Minensperre und drei Infanteriekanonenschilde am Ufer verstärkt.
Während des Kalten Krieges und mit dem Autobahnbau am Lopper kamen ein Infanteriewerk sowie Unterstandskavernen und Kugelbunker dazu. Stansstad gilt als Sperrstelle von nationaler Bedeutung. Um der Abwehr auf der Achse Luzern-Stansstad-Stans mehr Tiefe zu geben, baute die 5. Division im Juni 1941 zwischen Bürgenberg und Rotzberg zwei Infanteriewerke.

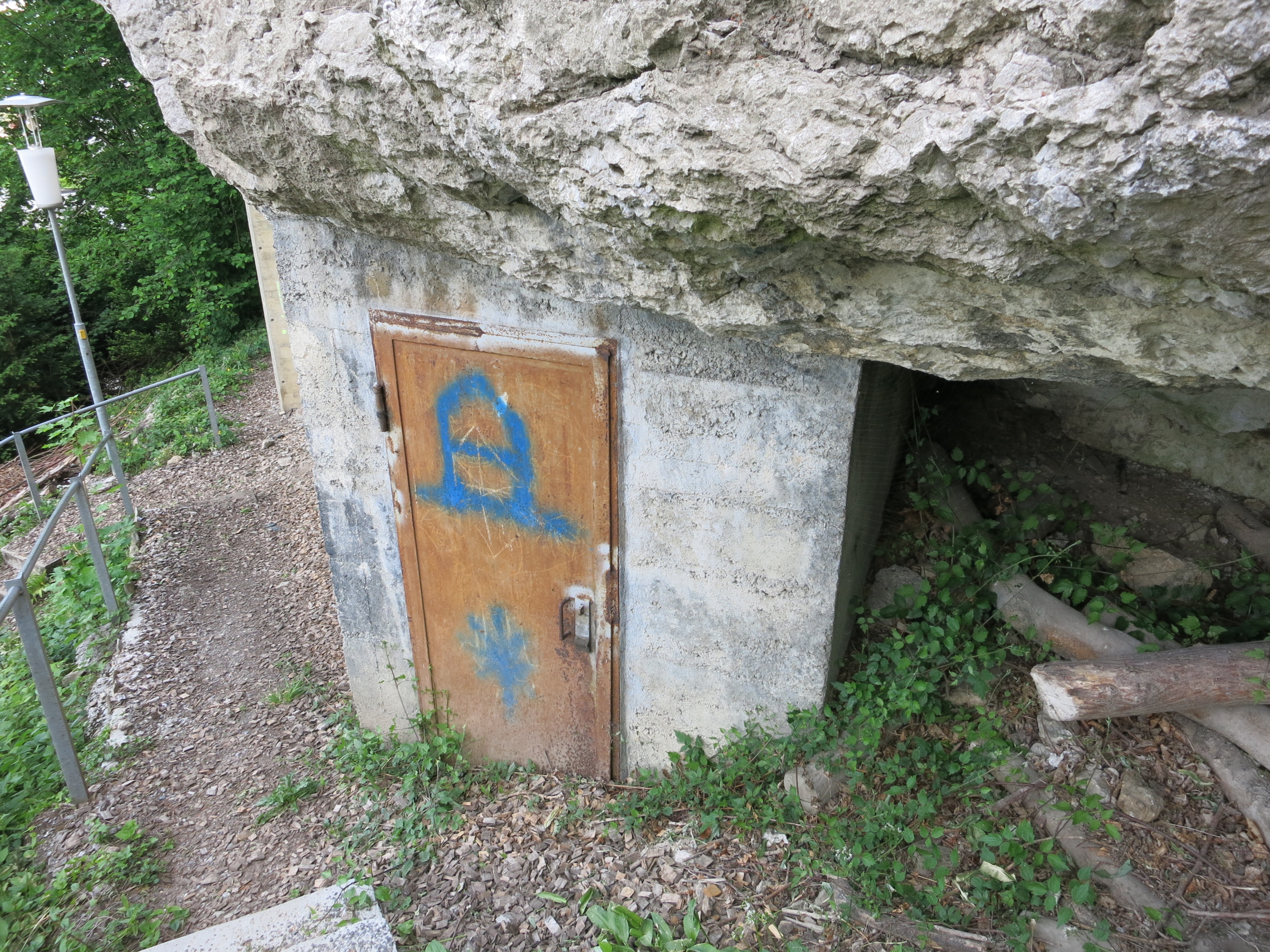
Sprengobjekt

- Artilleriewerk Fürigen A 2255	⊙
- Artilleriewerk Kilchlidossen A 2261		⊙
- Infanteriewerk Lopper A 2275 	⊙
- Mülimatt A 2267: Ik (später 9 cm Pak), 2 Mg,  Lmg		⊙
- Rotzwinkel A 2269: Ik (später 9 cm Pak), 2 Mg, Lmg		⊙
- Infanteriewerk Acheregg  A 2415 ⊙
- Infanteriebunker Müli A 2425 Hergiswil ⊙
- Sprengobjekt  Sommerweid	⊙
- ASU Garnhänki ⊙